# Burdatski
Burdatski (del ruso: Бурдатский) es un posiólok del raión de Leningrádskaya del krai de Krasnodar, en Rusia. Está situado en la orilla izquierda del río Sosyka, afluente del Yeya, frente a Yutro, 19 km al sureste de Leningrádskaya y 137 km al nordeste de Krasnodar, la capital del krai. Tenía 88 habitantes en 2010.
Pertenece al municipio Vostóchnoye.